# Matabelina munzingeri
Matabelina munzingeri är en kackerlacksart som först beskrevs av Henri Saussure 1873.  Matabelina munzingeri ingår i släktet Matabelina och familjen småkackerlackor. Inga underarter finns listade i Catalogue of Life.